# Buellia triseptata
Buellia triseptata är en lavart som beskrevs av A. Nordin. Buellia triseptata ingår i släktet Buellia och familjen Physciaceae.   Inga underarter finns listade i Catalogue of Life.